# Murat-sur-Vèbre
Murat-sur-Vèbre – miejscowość i gmina we Francji, w regionie Oksytania, w departamencie Tarn.
Według danych na rok 1990 gminę zamieszkiwało 889 osób, a gęstość zaludnienia wynosiła 9 osób/km² (wśród 3020 gmin regionu Midi-Pireneje Murat-sur-Vèbre plasuje się na 376. miejscu pod względem liczby ludności, natomiast pod względem powierzchni na miejscu 16.).